# Sumbung
Sumbung is een bestuurslaag in het regentschap Boyolali van de provincie Midden-Java, Indonesië. Sumbung telt 3522 inwoners (volkstelling 2010).